# Perville
Perville é uma comuna francesa na região administrativa de Occitânia, no departamento de Tarn-et-Garonne. Estende-se por uma área de 9,27 km². Em 2010 a comuna tinha 154 habitantes (densidade: 16,6 hab./km²).